# Tekken 2
Tekken 2 (鉄拳2) er det andet spil i Tekken-serien.

## Tilbagevendende figurer
- Heihachi Mishima
- King
- Marshall Law
- Michelle Chang
- Nina Williams
- Paul Phoenix
- Youshimitsu
- Anna Williams*
- Armor King*
- Devil Kazuya* (Ekstra Kostume for Angel)
- Ganryu*
- Kazuya Mishima*
- Kuma*
- Kunimitsu*
- Lee Chaolan*
- Prototype Jack*
- Wang Jinrei*

## Nye figurer
- Jack-2
- Jun Kazama
- Lei Wulong
- Alex*
- Angel*
- Baek Doo San*
- Bruce Irvin*
- Roger* (Ekstra Kostume for Alex)

* ikke spilbar fra starten